# Bengi
Bae Sung-woong (tiếng Hàn: 배성웅; Romaja: Bae Seong-ung), thường được biết tới với nghệ danh Bengi, là một game thủ chuyên nghiệp người Hàn Quốc, cựu thành viên của đội tuyển Liên Minh Huyền Thoại SK Telecom T1 (SKT). Trước đây, anh đóng vai trò là người đi rừng chính của đội tuyển này. Bengi cùng với người đồng đội của mình ở SKT, Faker, là một trong hai tuyển thủ đã lên ngôi tại Giải vô địch thế giới Liên Minh Huyền Thoại ba lần, vào các năm 2013, 2015 và 2016.

## Tiểu sử
Bengi sinh ngày 21 tháng 11 năm 1993. Anh bắt đầu sự nghiệp của mình vào năm 2013 cùng với đội tuyển SKT T1 #2, một trong hai đội tuyển do tập đoàn viễn thông SK Telecom thành lập và đầu tư. Anh và những người đồng đội của mình đã gây được một cú sốc lớn khi đánh bại hàng loạt những đội tuyển lớn thời bấy giờ để lên ngôi vô địch khu vực Hàn Quốc (LCK) và rồi là Chung kết thế giới Liên Minh Huyền Thoại mùa 3 ngay khi vừa ra mắt. Đến năm 2014, đội tuyển đổi tên thành SKT T1 K, đội anh em của họ cũng đổi tên thành SKT T1 S. Trong giai đoạn đầu, họ đã có một giải mùa xuân tương đối thuận lợi, tuy nhiên, việc đồng đội PoohManDu giải nghệ vào giữa mùa giải đã khiến SKT T1 K có một màn trình diễn kém cỏi ở nửa sau. Do những thất bại đó và hàng loạt sự thay đổi hệ thống giải đấu của OGN, đầu năm 2015, ba thành viên của SKT T1 K đã ra đi, hai đội S và K cũng gộp làm một, lấy tên là SK Telecom T1 với trụ cột là hai tuyển thủ của SKT T1 K – chính là Bengi và người chơi đường giữa Faker. Với sự thay đổi ấy, SKT đã trở lại quỹ đạo thành công của mình và trở thành đội đầu tiên có chức vô địch thế giới lần thứ hai. Cuối mùa giải 2015, một lần nữa SKT lại có cuộc thay đổi nhân sự khi người đi đường trên kiêm đội trưởng là Marin ra đi. Cũng thêm một lần nữa, Bengi cùng Faker ở lại và có một năm thành công khi bảo vệ thành công chức vô địch Chung kết thế giới, trở thành đội đầu tiên vô địch hai lần liên tiếp tại giải đấu danh giá nhất thế giới này. Sau thành công đó, cuối năm 2016, Bengi rời SKT tới Vici Gaming tìm kiếm thử thách mới, tái hợp với người đồng đội cũ ở SKT là Easyhoon. Tại giải đấu hàng đầu trên đất đại lục, những vấn đề trong khâu giao tiếp đã khiến cho Bengi cùng với Vici Gaming có một mùa giải không tốt và rớt xuống giải hạng hai Trung Quốc. Sau thất bại đó, Bengi rời đội tuyển và có một thời gian nghỉ ngơi. Cuối mùa giải 2017, sau thất bại của SK Telecom T1 trước Samsung Galaxy tại Chung kết thế giới Liên Minh Huyền Thoại 2017, Bengi đã quyết định quay trở lại SKT, nhưng lần này là trên cương vị một huấn luyện viên. Vào ngày 28 tháng 1 năm 2019, Bengi chính thức giải nghệ và tham gia nghĩa vụ quân sự.

## Thống kê sự nghiệp và kết quả thi đấu

### SK Telecom T1 K

#### 2013
- Hạng 3: OLYMPUS Champions Spring 2013
- Vô địch: HOT6iX Champions Summer 2013
- Vô địch CKTG 2013
- Vô địch PANDORA.TV Champions Winter 2013-2014

#### 2014
- HOT6iX Champions Spring 2014
- Tham dự Siêu sao đại chiến 2014
- HOT6iX Champions Summer 2014

### SK Telecom T1

#### 2015
- Vô địch LCK Mùa Xuân 2015
- Á quân 2015 Mid-Season Invitational
- Vô địch LCK Mùa hè 2015
- Vô địch  CKTG 2015
- Đồng hạng 3:2015 LoL KeSPA Cup

#### 2016
- Vô địch LCK Mùa Xuân 2016
- Vô địch 2016 Mid-Season Invitational
- Vô địch CKTG 2016